# Eddie
Eddie és una pel·lícula estatunidenca dirigida per Steve Rash, estrenada l'any 1996. Ha estat doblada al català.

## Argument
Edwina "Eddie" Franklin, fan dels Knicks de Nova York assoleix un concurs organitzat pel propietari de l'equip, William "Wild Bill" Burgess, per esdevenir-ne l'entrenador.

## Repartiment
- Whoopi Goldberg: Edwina « Eddie » Franklin
- Frank Langella: William « Wild Bill » Burgess
- Dennis Farina: John Bailey
- Richard Jenkins: Carl Zimmer
- Lisa Ann Walter: Claudine
- John Salley: Nate Wilson
- Rick Fox: Terry Hastings
- Malik Sealy: Stacy Patton
- Mark Jackson: Darren Taylor
- Dwayne Schintzius: Ivan Radmonovich
- Vernel Singleton: Jamal Duncan

Nombroses personalitats de l'NBA fan el seu propi paper com Alex Anglès en tant que entrenador dels Cavallers de Cleveland, Greg Ostertag, Muggsy Bogues, Vinny Del Negro, Vlade Divac, Bobby Phills, J. R. Reid, Terrell Brandon, Brad Daugherty, Mitch Richmond, Avery Johnson, Corie Blount, Larry Johnson, Randy Brown, Scott Burrell i Dennis Rodman. Gary Payton, Anthony Mason, Herb Williams i John Starks apareixen com a jugadors de streetball. Kurt Rambis fa el paper de l'entrenador dels Lakers de Los Angeles. Chris Berman, Marv Albert i Walt Frazier fan papers de comentadors.
Donald Trump, Rudy Giuliani, Edward Koch, Fabio Lanzoni i David Letterman fan igualment una aparició al film.

## Rebuda
- Premis 1996: Nominada als Premis Razzie: Pitjor actriu (Whoopi Goldberg)
- Crítica "Ni la idea ni el seu irregular desenvolupament aconsegueixen tenir molta consistència en mans del desconegut Rash"[3]